# 重合县
重合县，中国古县名。
西汉置，治所在今山东省乐陵市西北，属勃海郡。征和二年（前91年）封莽通为侯邑。东汉至晋仍属勃海郡。北魏正平元年（451年）省入安陵县。太和十八年（494年）复置，属安德郡。北齐天保七年（556年）省。